# Lingonoxbär
Lingonoxbär (Cotoneaster horizontalis) är en rosväxtart som beskrevs av Joseph Decaisne. Lingonoxbär ingår i släktet oxbär och familjen rosväxter. Arten är reproducerande i Sverige. Utöver nominatformen finns också underarten C. h. perpusillus.

## Bildgalleri

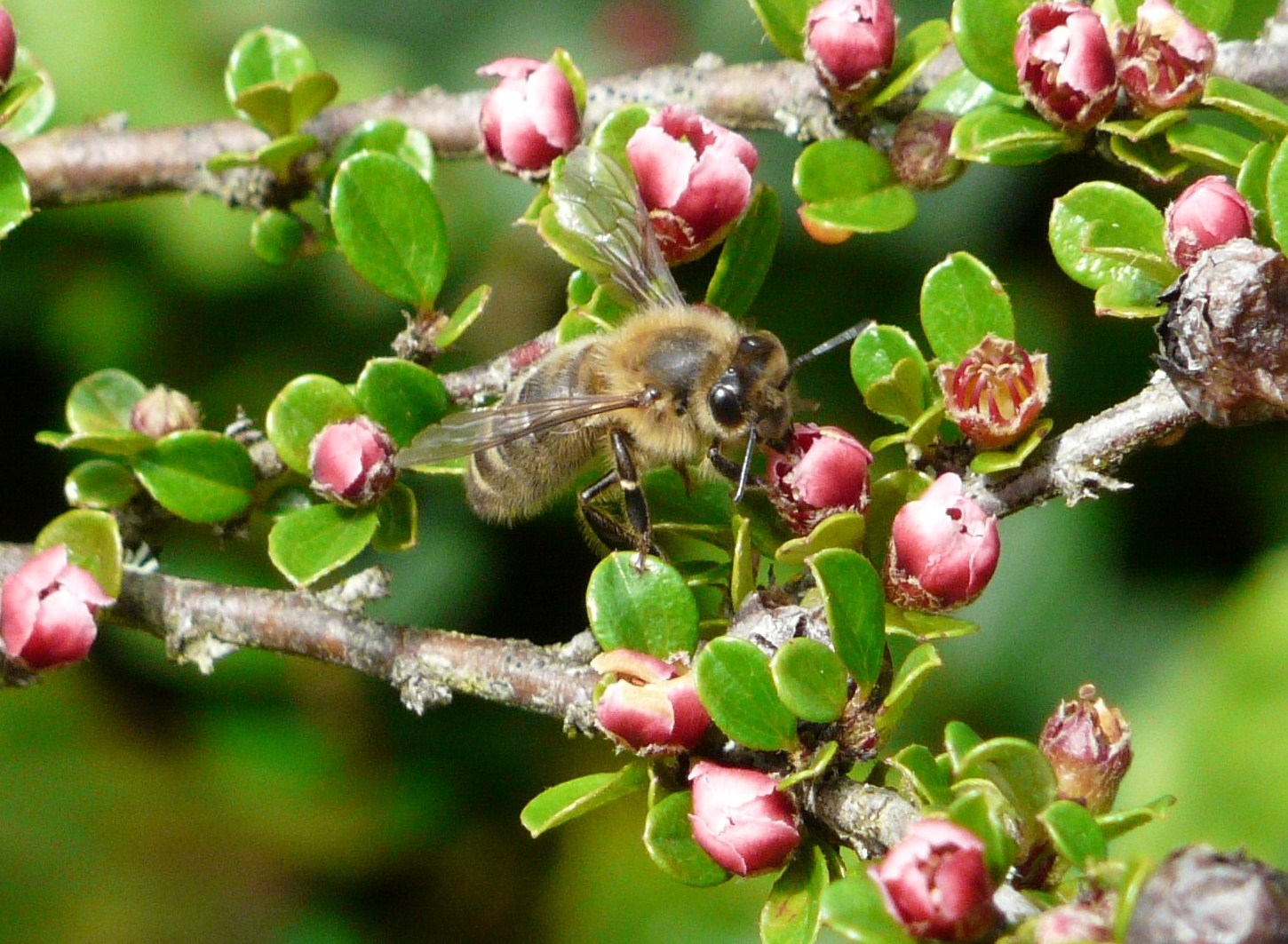
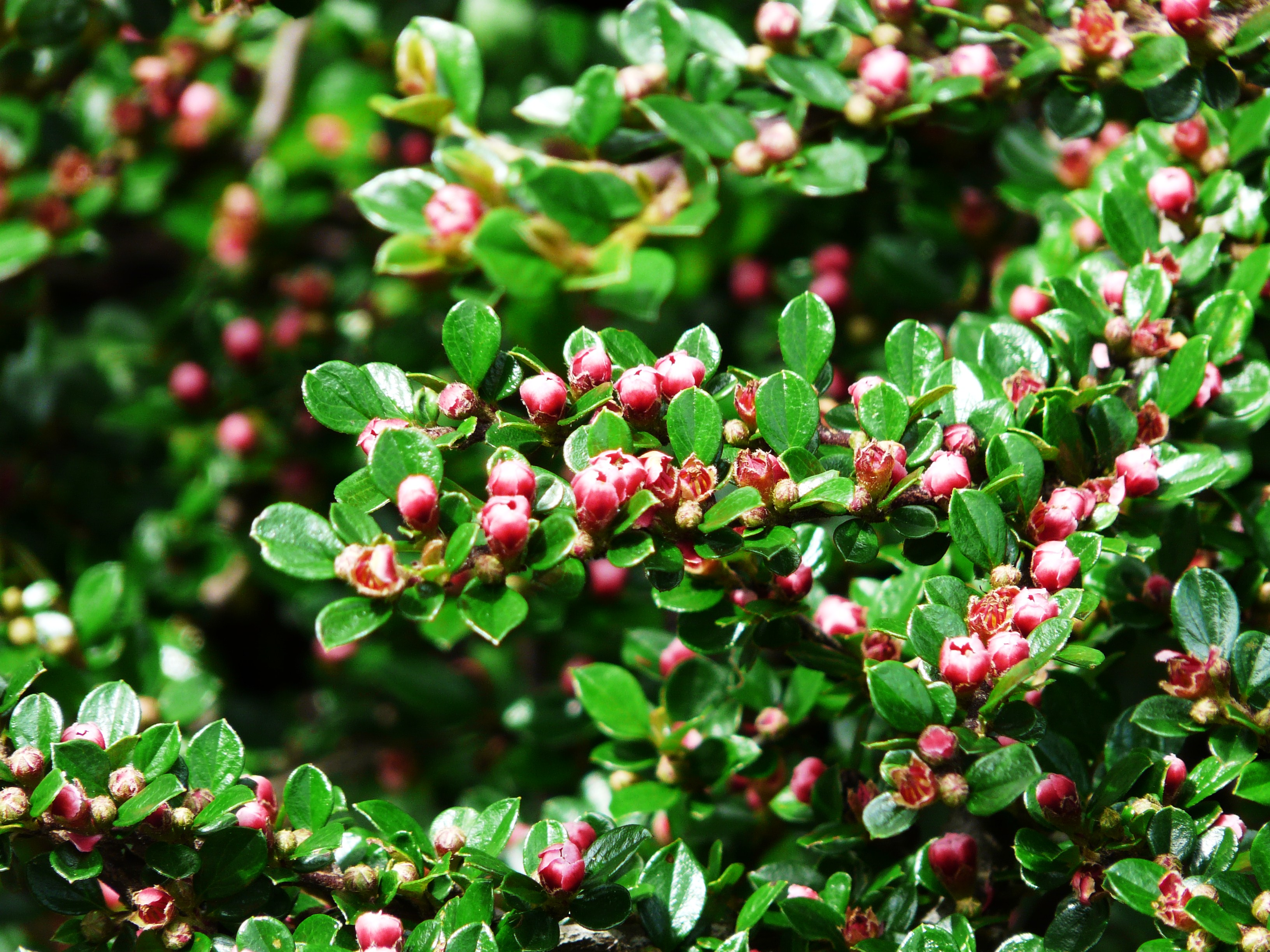
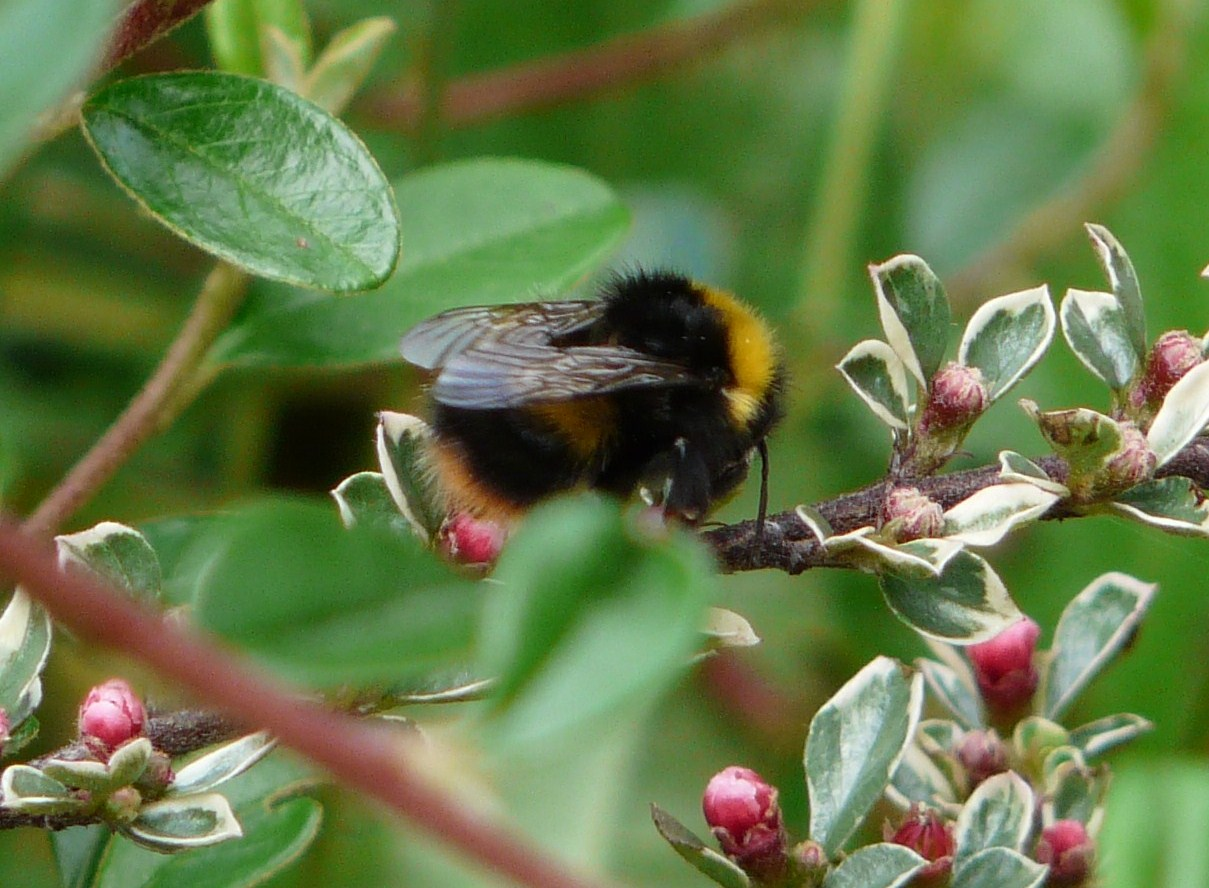
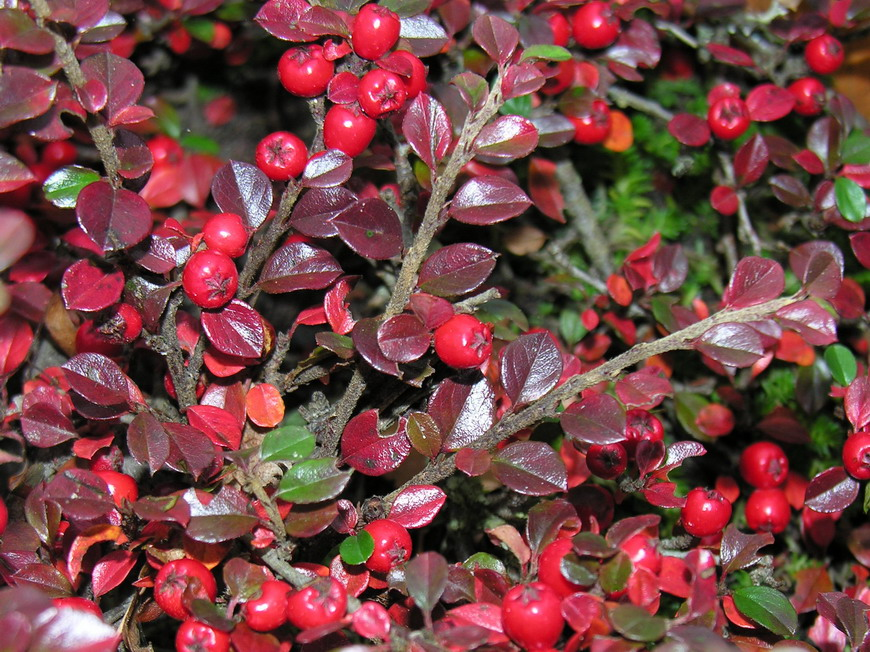
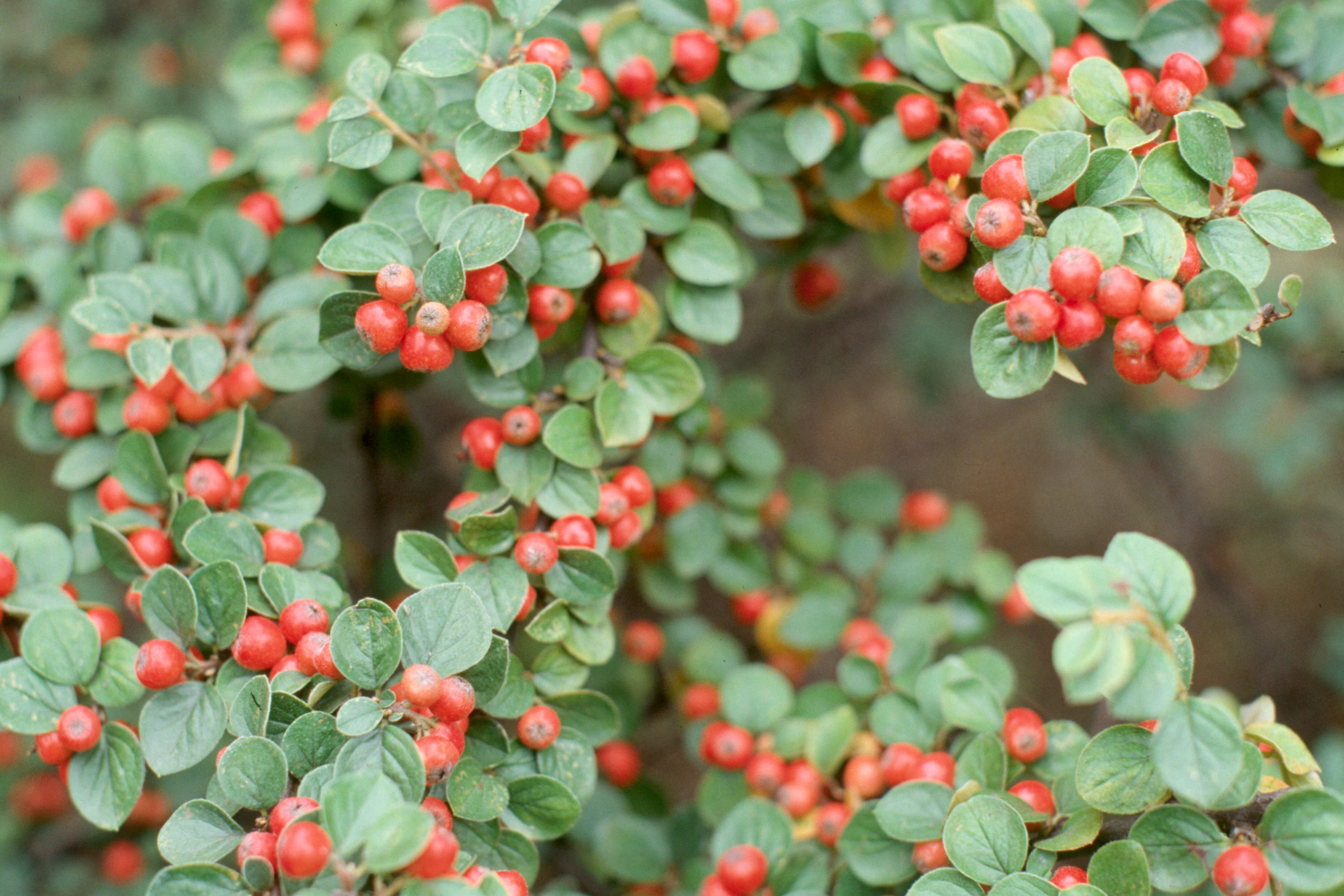
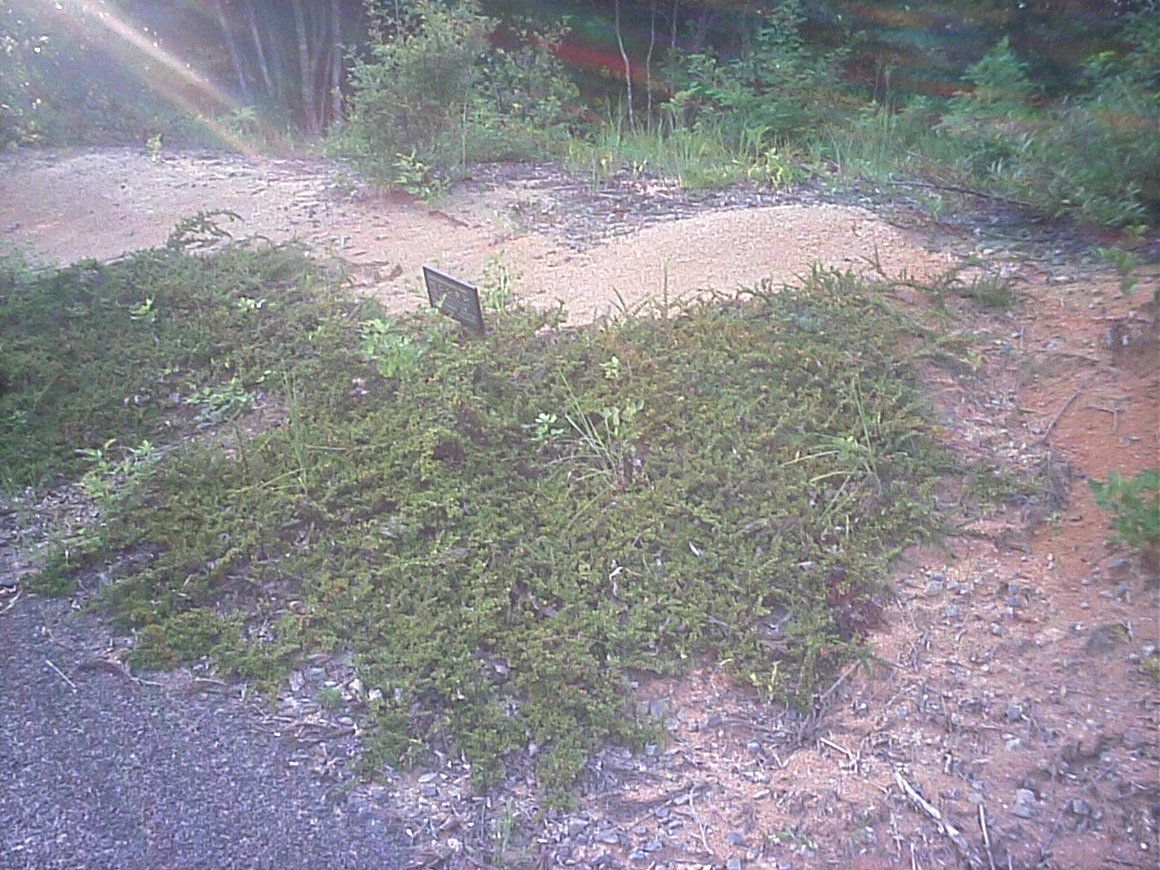